# Trifolium latinum
Trifolium latinum ist eine Pflanzenart aus der Gattung Klee (Trifolium). Er wird in der Gattung in die Sektion Trifolium, Untersektion Echinata gestellt.

## Beschreibung
Trifolium latinum ist eine einjährige, krautige Pflanze, die Wuchshöhen zwischen 20 und 50 Zentimeter erreicht. Die Sprossachse ist behaart und leicht streifig. Sie ist aufrecht oder aufsteigend und verzweigt sich im oberen Teil.
Die Laubblätter sind wechselständig, die obersten aber gegenständig. Die Blattstiele werden nach oben hin länger. Die Blätter sind dreifiedrig, die einzelnen Fiedern zwischen 2 und 3,5 Zentimeter lang und 0,2 bis 1 Zentimeter breit. Die Spreiten sind länglich bis linealisch und sich zur Basis hin verjüngend. Der Blattrand ist im oberen Teil fein gezähnelt. Sie sind angedrückt behaart. Die Nebenblätter sind papierartig mit grünen Längsrippen und teilweise mit Sprossachse und Blattstielen verwachsen. Der freie Teil der Nebenblätter ist länger als der verwachsene Teil und sehr schlank.
Die Blütenstände stehen endständig. Sie sind 1,5 bis 2,5 Zentimeter lang und eiförmig. In der Fruchtreife wird der Blütenstand kompakter. Der Kelch ist im unteren Teil röhrenförmig und 10-nervig. Die Rippen werden von langen Haaren kaschiert. Die Kelchzähne sind sichelförmig und an der Basis dreivenig. Die Haare an der Basis der Kelchzähne sind geschwollen. Die Krone ist rosa bis weiß mit purpurnen Punkten auf den Schiffchen. Sie ist 2 bis 2,5 mal länger als der Kelch.
Die einsamigen Hülsenfrüchte sind papierartig und eiförmig. Sie sind im oberen Teil verdickt. Die Samen sind etwa 2,5 Millimeter lang und von dunkelbrauner Farbe. Sie sind kugelig und glänzend.
Die Blütezeit reicht von April bis Juni.
Die Chromosomenzahl ist 2n = 16. 

## Verbreitung
Trifolium latinum ist in dichten Dickichten und Wäldern heimisch. Das Verbreitungsgebiet liegt im Mittelmeergebiet in Bulgarien, der Türkei und Griechenland sowie in Teilen von Italien.

## Ökologie
Nach der Fruchtreife bleibt die Frucht geschlossen und fällt nicht herab, bis die Pflanze zerfällt; diese Ausbreitungsstrategie wird Aestatiphorie genannt.

## Taxonomie
Trifolium latinum wurde 1813 durch Francesco Antonio Sebastiani  (1782–1821) in  Romanarum plantarum fasciculus primus Band 1, Seite 7, Tafel 1, Fig. 2 erstbeschrieben. Er hatte die Art selber bei Rom entdeckt. "Latinum" = "aus der Region Latium".